# Борислав Михајловић Михиз
Борислав Михајловић Михиз (Ириг, 17. октобар 1922 — Београд, 15. децембар 1997) био је српски и југословенски књижевни критичар, књижевник, драматург, сценариста, драмски писац и полемичар.
Био је асистент у Музеју Вука и Доситеја од оснивања, стални књижевни критичар НИН-а, управник Библиотеке Матице српске, уметнички директор Авала филма, уредник издавачког предузећа Просвета, уметнички саветник и један од оснивача Атељеа 212. На парламентарним изборима 1992. године изабран је за народног посланика Народне скупштине Републике Србије, као ванстраначка личност на листи коалиције ДЕПОС.

## Биографија

### Порекло
Борислав Михајловић је рођен 17. октобар 1922. године у Иригу и крштен је у Цркви Успења Богородице. Пореклом је из свештеничке породице која се до 1903. године презивала Бећаревић, када је његов деда јереј Стефан Бећаревић, парох бингулачки, узео презиме Михајловић по свом оцу Михајлу. Бећаревићи су пореклом из Вуковара и у породици су сви били Сремци генерацијама.
Михизов отац Гојко Михајловић завршио је Карловачку богословију и био парох иришки, а још је био перовођа Српске читаонице у Иригу и пчелар. Оженио се Вукосавом Вукицом Јефтић из Лединаца, чији је отац био виноградар, месар и члан Матице српске.
Баба са очеве стране Екатерина била је кћерка Живоина Тошића, пароха беочинског и добановачког.

### Образовање и ратне неприлике
Одрастао је у родном месту, да би се 1933. године уписао у класичну Карловачку гимназију. Као ученик је постао члан Ђачког књижевно-уметничког удружења „Стражилово” у оквиру гимназије и своју прву песму пред школским друговима говорио 1938. године, што је уједно био његов први јавни и књижевни наступ.
Његови школски другови, са којима је наставио дружење и сарадњу читавог живота, били су Дејан Медаковић, Војислав Кораћ, Стеван Дороњски, Живорад Жика Стојковић (рођени брат глумца Данила Бате Стојковића), Бранко Ранитовић и Стојан Суботин. За време школовања у Сремским Карловцима, почео је да се коцка, о чему пише и сам у својој Аутобиографији о другима.
Уочи матурирања, школовање му је прекинуо Априлски рат 1941. године. Упркос одговарању родитеља, отишао је пешке из Ирига у Карловце, како би видео шта је са његовом девојком Иванком. По доласку је свратио до посластичара Јоце Карлића, коцкарског партнера из ђачких дана, од кога сазнаје да су усташе, којима је и сам Карлић припадао, одвеле целу Иванкину породицу, а да су многи мештани српске националности побијени. Карлић му је рекао да пренесе оцу да беже у Србију:
Да те не волим, Мики, да нисмо пријатељи, сад бих одмах и тебе убио. Бежи кући у Ириг, кажи попу, бежите из Ирига, бежите у вашу Србију, све ћемо вас побити!
Михизов отац је одбијао да напусти Ириг, а одлучна да остане била је и његова мајка. Ипак, Михиза и његову старију сестру послали су у Руму, одакле су возом стигли у Београд. Ту су остали до јесени 1941. године, када прелазе на имање иришког лекара Симе Грчића у близини банатског села Хетин, чији су синови били Михизови вршњаци и другови. Немачка окупациона управа у Банату их је доцније мобилисала за рад на имањима фолксдојчера, будући да су њихови синови били мобилисани. Захваљујући Вилију Бартману, окупационом потпредседнику општине Панчево, Михиз успева да добије нешто лакше радне задатке.
Ослобођење 1944. године Михиз је дочекао у Београду, као припадник једне илегалне групе за коју ће се после рата испоставити да није била повезана са Комунистичком партијом Југославије и Врховним штабом. Веровало се да је реч о троцкистима, мотивисаним да се на крају рата оправдају и рехабилитују унутар партије. Без обзира на то, Михизу и члановима ове групе је накнадно признат статус учесника Народноослободилачког покрета, јер они нису могли знати за природу ове организације.
У првим послератним данима, ангажован је за рад у Анкетној комисији за испитивање злочина окупатора и њихових помагача у Војводини. Његов рејон обухватао је места око Беле Цркве, да би се по завршеном теренском раду са канцеларијом повукао у Панчево. Тада је примљен у СКОЈ.

### Студије
На студије у Београд одлази заједно са Војиславом Ј. Ђурићем, тадашњим локалним партијским руководиоцем. Уписао је студије на Филозофском факултету Универзитета у Београду, групу за српскохрватски језик и књижевност. По сопственом казивању, није одлазио на предавања, а жеља му је била да што пре дипломира са каквим било оценама. Дипломирао је 1950. године.
Примећен је још у студентским данима као оштар полемичар, а најпознатија његова јавна полемика била је са Радованом Зоговићем у највећем амфитеатру Правног факултета Универзитета у Београду, на једној књижевној вечери којој је присуствовао Мирослав Крлежа.

#### Симина 9а
По доласку у Београд, Михиз је становао са Војом Ђурићем у делу стана у Симиној улици бр. 9а. Они су добили дозволу за становање у стану Изабеле Ристић, удовице покојног интендантског бригадног генерала Станоја Ристића. Њихова студентска соба брзо је постала састајалиште младе београдске интелигенције, тако да су ту сваке вечери свраћали Дејан Медаковић, Мића Поповић, Добрица Ћосић, Михаило Ђурић, Павле Ивић, Мирко Борота, Војислав Кораћ,Стојан Суботин, Петар Омчикус, Милорад Бата Михаиловић и други.
Како се зграда на овој адреси налазила преко пута Главњаче, где су тада одржавана суђења заробљеним окупаторским официрима и појединцима оптуженим за сарадњу са непријатељем, Михиз је повремено одлазио и слушао рочишта.

#### Задарска сликарска школа
Априла 1947. године, Михиз је са групом студената Ликовне академије у Београду боравио у Задру, где су имали сликарску колонију по принципу комуне, која је желела да ради и ствара ван зацртаним и политички конструисаних естетских и уметничких ограничења. У овој групи налазили су се Мића Поповић, Петар Омчикус, Бата Михаиловић, Милета Андрејевић, Вера Божичковић, Косара Бокшан и Љубинка Јовановић.

### Каријера

#### Музеј Вука и Доситеја
После завршетка студија 1949. године запошљава се као асистент у Музеју Вука и Доситеја где остаје око годину дана. Међу малобројним колегама у музеју био је и Сергеј Сластиков, супруг Десанке Максимовић.
Радећи на припремању сталне поставке Музеја, свакодневно је одлазио у Архив САНУ и Народни музеј, где се спријатељио са тадашњим управником Вељком Петровићем.

#### Књижевни критичар НИН-а
Од 1951. године ради као књижевни критичар тек обновљеног НИН-а. У ово време, Михиз је живео са супругом Милицом у Италијанском павиљону на Старом сајмишту. Венчао их је Михизов отац Гојко у Цркви Успења Богородице у Иригу, а венчани кум је био Дејан Медаковић.
На иницијативу својих пријатеља Добрице Ћосића и Оскара Давича, преко тадашњег републичког секретара за просвету Митре Митровић, добија стипендију 1952. године за петомесечни студијски боравак у Паризу, коју је одобрио лично редседник Извршног већа Народне скупштине Народне Републике Србије Јован Веселинов. Боравак у Паризу искористио је да се упозна са савременим театром, модерним правцима у француској књижевности и сликарству.
Као критичар упознаје неке од најзначајнијих писаца свог доба, па се почиње дружити са Бориславом Пекићем, Мешом Селимовићем, Ивом Андрићем, Матијом Бећковићем, Данилом Кишем и многим другим. На Андрићев захтев, написао је предговор за првог издање његовог романа Проклета авлија, који се појављује 1954. године у издању Српске књижевне задруге.
Захваљујући супрузи која је Миловану Ђиласу давала приватне часове енглеског језика, упознао је и почео се дружити са једним од најмоћнијих људи тадашње југословенске политичке елите. Међутим, Ђилас је убрзо дошао у партијску немилост и 1954. године смењен на Трећем ванредном Пленуму ЦК СКЈ са места члана Централног комитета, након чега враћа и партијску књижицу. Како је наставио да се дружи с њим, као један од малобројних, Михиз и сам потпада под сумње и немилост. Како га је Ђилас, под пратњом агената УДБЕ, повремено посећивао у његовом стану на Сајмишту, многи Михизови познаници и пријатељи су и сами долазили у проблеме. Тако је Мићи Поповићу ускраћен пасош за одлазак на изложбу у Паризу, док је Бранко В. Радичевић позван на саслушање.
Посаветован је да сам да отказ, како не би стварао неприлике ни себи ни листу. Нова директорка НИН-а Станка Веселинов је, на своју руку и мимо прописа, одлучила да му исплати три плате на име отпремнине, на коју није имао право пошто је отказ дао самостално и уз то штампа његову критику Ћосићевог романа Корени, која се месецима налазила на столу директора, јер није било воље да се штампа.
Михиз је записао да му је, у овом тешком периоду живота када је остао без посла и добио кћерку, помоћ понудио Мирослав Крлежа. На једном ручку у Мажестику, Крлежа му је предложио да са породицом пређе у Загреб и замени стан, док ће му он дати посао у свом Лексикографском заводу.

#### Управник Библиотеке Матице српске
Године 1956. постаје управник Библиотеке Матице српске, чиме је окончана његова вишемесечна проказаност и време без посла, као последица познанства и дружења са Ђиласом. Овакво решење била је последица иницијативе Стевана Дороњског, секретара Покрајинског комитета КПЈ за Војводину и Михизовог школског друга из Карловачке гимназије. Дороњски је са Мирком Тепавцем желео да Михиза склони из Београда у Нови Сад, како би му отежао контакт са Ђиласом.
Михиз је од 1957. до 1961. године био је члан Извршног одбора и Оцењивачке комисије Стеријиног позорја

#### Позна каријера
Од 1960. до 1963. радио је као уметнички директор Авала филма. Уредник издавачког предузећа Просвета постаје 1967. да би после четири месеца због неслагања са уредничком политиком напустио овај посао. Са Миром Траиловић ствара позориште Атеље 212 и бива његов уметнички саветник од 1971. до 1983. године.

### Последње године
Михиз је говорио са балкона Народног позоришта на демонстрацијама 9. марта 1991. године, а у тренутку његовог говора милиција је из Македонске улице кренула према Тргу републике и испалила прве сузавце на демонстранте. Михизов говор остао је упамћен по метафори о дрвету неслободе, које треба сломити. Почетком јула у НИН-у објављује програмски текст под насловом Предлог за размишљање у 10 тачака, где је предлагао формирање коалиционе и концентрационе Владе у Србији, укидање идеолошких симбола у циљу дебољшевизације, признање независности Словеније, условно признање независности Хрватске по признању права српском народу да се изјасни о својој судбини и показивање спремности Србије да њихову вољу брани, признање независности Македоније, преуређење односа са Црном Гором и останак у заједничкој држави, поштовање народа у Босни и Херцеговини на самоопредељење уз право Срба и Хрвата да територије на којима су већина прикључе Србији или Хрватској, као и поштовање права националних мањима по највишим стандардима КЕБС-а без права на даљу сецесију Србије.
За Србију ће самосталност свакако бити спасоносна и лековита: предахнуће и после толиких година одморити душу од непрекидних сукоба и неспоразума, те неизлечиве бољетице вишенационалне државе.
У децембру 1991. године, престолонаследник Александар Карађорђевић је основао свој Крунски савет и одредио архитекту Драгомира Ацовића да састави списак потенцијалних чланова и обави разговоре са њима. Михиз је био један од првих људи са којима је Ацовић разговарао и том приликом му је рекао да се не сматра погодном особом за ову дужност. Међутим, када је Ацовић договорио да чланови Крунског савета буду Мића Поповић и Матија Бећковић, Михиз је дао свој пристанак.
На парламентарним изборима 1992. године изабран је за народног посланика Народне скупштине Републике Србије, као ванстраначка личност на листи коалиције ДЕПОС. У априлу 1993. године подноси оставку и практично се повлачи из јавног живота.
За последње три године, не решивши ништа, потрошили смо три рата, десетак избора и референдума, петнаестак републичких и савезних влада и бар толико донетих и промењених устава, за пет фантомских српских република. Окрњили смо углед Цркве, Универзитета, Академије, Француске 7 и готово свих јавних личности, које су нешто значиле. Спискали смо народну привреду, проћердали државу и стандард њеног становништва, а српски народ обесрамили на рубу света. Питање свих наших питања: како да овај народ прибере памет и поново стане на снагу коју смо узалуд расточили на наџаке и буздоване...
Последње године проводио је изоловано и у болести. Према сведочењу Дејана Медаковића, његовог друга још из гимназијских дана, Михиз је пред крај живота напустио своја националистичка убеђења и почео кривити Србе, посебно Радована Караџића и Ратка Младића, за прилике у Босни и Херцеговини, нарочито за масакр у Сребреници.
Преминуо је 15. децембар 1997. године у Београду. Сахрањен је 18. децембра у гробници својих родитеља на грчкомалском гробљу у родном Иригу.

## Стваралаштво
Објављивао је песме, књижевне критике, есеје, путописе, полемике, драме. Урадио је драматизацију више познатих књижевних дела. Михизове драме и драматизације извођене су у београдским позориштима, као и на другим сценама широм земље.
Сарађивао је у листовима: НИН, Политика, Књижевне новине, Књижевна реч, Дневник, Вјесник, љубљанско Дело, бечки Die Presse, Дуга итд.; у часописима Летопис Матице српске, Књижевност, Савременик, Дело и многим другим у којима је објављивао чланке, есеје, критике, путописе, фељтоне, интервјуе.
Матица српска од 2021. објављује сабрана дела Борислава Михајловића Михиза.

## Наслеђе
Награда „Борислав Михајловић Михиз” установљена је 2005. године од стране фонда који носи Михизово име и додељује се за драмско стваралаштво.
Одлуком Скупштине АП Војводине од 28. маја 2009. године у Иригу је основана „Средња стручна школа Борислав Михајовић - Михиз”.
Михизова родна кућа у Иригу обновљена је 2019. године и у у њој је седиште Центра за развој културе.
Михиз и Борислав Пекић су били блиски пријатељи и водили су кореспонденцију. Мића Поповић је описивао Михиза као драгог пријатеља, веома паметног и веома доброг.

## Награде
- Стеријина награда за текст савремене драме, за драму Бановић Страхиња, 1963.
- Специјална Стеријина награда, за драматизацију дела Аутобиографија Бранислава Нушића, 1961.
- Награда „Марин Држић”, за драму Бановић Страхиња, 1965.
- Специјална Стеријина награда, за адаптацију дела Корешподенција Борислава Пекића, 1982.
- Награда „Ђорђе Јовановић”, за књигу критике Портрети, 1989.
- Награда „Милош Црњански”, за књигу мемоара Аутобиографија о другима, 1991.
- БИГЗ-ова награда, за књигу мемоара Аутобиографија — о другима. 2, 1994.
- Награда „Бранко Ћопић”, за књигу мемоара Аутобиографија — о другима. 2, 1994.
- Награда „Чалабрчак”, за есеј „У знаку кукуруза”, 1995.

## Дела

### Драме
- Бановић Страхиња[21]
- Командант Сајлер
- Краљевић Марко
- Оптужени Пера Тодоровић

### Књиге
- Песме (1947)
- Огледи (1951)
- Од истог читаоца (1956)
- Српски песници између два рата (1956)
- Књижевни разговори (1971)
- Издајници (1986)
- Портрети (1988)
- Аутобиографија о другима (1990)
- Аутобиографија о другима – друга књига (1993)

### Сценарији
- Кореспонденција
- Доротеј
- Рањени орао
- Дервиш и смрт
- Силом отац
- Рој
- Орлови рано лете
- Пут око света
- Две ноћи у једном дану
- Бранко Радичевић